# Totems (Fernsehserie)
Totems (als TOTƎMS ausgeschrieben) ist eine französische Fernsehserie in acht 52-minütigen Folgen die seit 2021 ausgestrahlt wird. Die von Gaumont produzierte Serie wurde ab dem 18. Februar 2022 auf Prime Video in mehr als 240 Ländern ausgestrahlt. Im Oktober 2021 ist Totems eine der 10 Serien im Wettbewerb des Festivals Canneseries.

## Handlung
Im Jahre 1965, mitten im Kalten Krieg, beginnt der französische Luft- und Raumfahrtingenieur Francis Mareuil als Spion zu arbeiten. Während er mit den französischen Geheimdiensten und der Central Intelligence Agency zusammenarbeitet, lernt er Lyudmila Goloubeva kennen, eine Pianistin und Tochter eines Raketenbauers, die gezwungen wird, für den KGB zu arbeiten.

## Hintergrund
Die Dreharbeiten erfolgten in der Tschechischen Republik.

## Rezeption
Die Kritiker der Fernsehzeitschrift TV Spielfilm werteten: „Im Ostberlin der 1960er Jahre verliebt sich ein von der CIA eingespannter Wissenschaftler in die vom KGB angeheuerte Tochter eines Raketenbauers. Toll gespielter Kalter-Krieg-Thriller.“